# ديفيد ناثان (مصرفي)
ديفيد ناثان (بالإنجليزية: David Nathan)‏ هو مصرفي نيوزيلندي، ولد في 1816، وتوفي في 1886.